# Blut und Ehre
Blut und Ehre (en español: 'sangre y honor') fue un eslogan político nazi que fue utilizado por las Juventudes Hitlerianas, entre otros.
Los términos «sangre y honor» fueron conceptos constitutivos del «espíritu racial nórdico-alemán» para Alfred Rosenberg, quien los desarrolló en su obra El mito del siglo XX. A través del Mito de Rosenberg, estos términos encontraron una entrada en el pensamiento de las Juventudes Hitlerianas. Cuatro de los ensayos recopilados de Rosenberg publicados entre 1936 y 1941 tratan de este concepto.
Muchos alemanes conocían los términos de esta combinación que usaban las Juventudes Hitlerianas. «Sangre y honor» era el título de un cancionero. El lema también se grabó en relieve en la hebilla del cinturón del uniforme de las Juventudes Hitlerianas, y entre 1933 y 1938 también se grabó en las hojas de los cuchillos de las Juventudes Hitlerianas.
En Alemania, el uso de este eslogan se considera legalmente como el uso de un símbolo de una organización inconstitucional y está sujeto a sanciones legales. Según una sentencia del Tribunal Federal de Justicia de 2009, el uso de la traducción al inglés «Blood and Honour» no está sujeto a sanción legal.
El lema ha sido utilizado traducido por varias organizaciones neonazis diferentes. Blood & Honour es una red internacional de grupos musicales neonazis. El lema también ha sido utilizado, de forma modificada, por seguidores del partido Amanecer Dorado en Grecia.